# جکیگور
جکیگور، روستایی از توابع بخش مرکزی شهرستان راسک در استان سیستان و بلوچستان ایران است.

## جمعیت
بر اساس سرشماری مرکز آمار ایران در سال ۱۳۹۵، جمعیت آن ۴،۶۱۱ تن (۱۳۵۵ خانوار) بوده‌است.

## رتبه در استان
روستای جکیگور براساس آخرین آمار سرشماری سال ۹۵ با ۴،۶۱۱ تن یکی از بزرگترین روستاهای استان سیستان و بلوچستان است و جمعیت آن از ۲۰ شهر استان بیشتر است که در زیر آمده‌است.
- منبع:فهرست شهرهای استان سیستان و بلوچستان

| ردیف | نام شهر         | شهرستان     | جمعیت سال ۹۵ |
| ---- | --------------- | ----------- | ------------ |
| ۱    | زرآباد          | کنارک       | ۴٬۰۰۲        |
| ۲    | آشار            | مهرستان     | ۳٬۷۸۶        |
| ۳    | بنجار           | زابل        | ۳٬۷۶۰        |
| ۴    | ادیمی           | نیمروز      | ۳٬۶۱۳        |
| ۵    | محمدآباد        | هامون       | ۳٬۴۶۸        |
| ۶    | کتیج            | فنوج        | ۳٬۰۱۶        |
| ۷    | پارود           | راسک        | ۲٬۹۹۷        |
| ۸    | اسفندک          | سراوان      | ۲٬۹۶۲        |
| ۹    | ساربوک          | قصرقند      | ۲٬۴۴۸        |
| ۱۰   | سیرکان          | سراوان      | ۲٬۱۹۶        |
| ۱۱   | سرباز           | سرباز       | ۲٬۰۲۰        |
| ۱۲   | سرجنگل          | زاهدان      | ۱٬۷۹۰        |
| ۱۳   | ریگ ملک         | میرجاوه     | ۱٬۶۸۸        |
| ۱۴   | هیدوچ           | سیب و سوران | ۱٬۶۷۴        |
| ۱۵   | قرقری           | هیرمند      | ۱٬۳۲۹        |
| ۱۶   | پلان            | چابهار      | ۱٬۰۴۴        |
| ۱۷   | ده رئیس         | خاش         | ۷۶۵          |
| ۱۸   | جزینک           | زهک         | ۶۷۶          |
| ۱۹   | شهر جدید رامشار | هامون       | ۲۴۵          |
| ۲۰   | شهر جدید تیس    | کنارک       | ۱۶۵          |